# Saint-Julien-du-Puy
Saint-Julien-du-Puy é uma comuna francesa na região administrativa da Occitânia, no departamento de Tarn. Estende-se por uma área de 19.38 km², e possui 436 habitantes, segundo o censo de 2018, com uma densidade de 22 hab/km².